# 谷亜ヒロコ
谷亜ヒロコ（やあ ヒロコ）は、日本の作詞家、シンガーソングライター。
神奈川県川崎市生まれ。小学生の頃から10年間、大村典子のもとでピアノのレッスンを受ける。高校在学中にキーボーディストとしてデビュー。高校卒業後、いくつかのバンドを渡り歩いて結婚式場やピアノ弾きなどのアルバイトをしながら、バンドのボーカリストとして活動していた当時に「君は曲も歌もダメだけど、詞がいいね」と業界関係者に言われて作詞家になることを決意。レモンエンジェルの「第一級恋愛罪」で作詞家デビュー。
夫は映像作家の大月壮。

## 代表的な作品
- イヤホンズ
  - 「ススメ!音羽少女隊」
- Sentimental Reason
  - 「Been In Love」
  - 「Driving」
  - 「Sorry」
  - 「Rendez-vous」
  - 「Moonlight Magic」
  - 「トワイライト」
  - 「眠りノ街」
  - 「Don't Stop」
  - 「LIAR」
  - 「Kiss The Rain」
- 伊秩弘将
  - 「遠く離れても」
- 鈴里真帆
  - 「悲しみは明日を知る涙」
  - 「止められない想い」
- 佐藤聖子
  - 「VOICE」
  - 「二人のEXTRA-SHOT」
  - 「水の上のプラネタリウム」
  - 「スピード」
  - 「シール」
  - 「Almost Blue」
- 佐藤康恵
  - 「だからあなたを」
  - 「Star Light」
  - 「Nothing You Can Do At All」
  - 「愛について」
  - 「Sunshine Hours」
  - 「Sweet Sweet」
- 酒井法子
  - 「そうかも!いいかも!」
  - 「形から入ろう」
- 太田有美
  - 「greenery」
- 深津絵里
  - 「NIGHT CLUBBING」
  - 「souire」
  - 「あなたは分かってる」
  - 「太陽も花も木も」
- pino
  - 「イイじゃん」
- 羽生未来
  - 「GO AHEAD!」
- 矢部美穂
  - 「スリル」
- Saju
  - 「deep inside」　（映画「催眠」主題歌）
- 河合みわこ
  - 「コミュニケーション」
- 金月真美
  - 「僕らの時代」
  - 「信じる場所へ」
- 國府田マリ子
  - 「どうしよう」
  - 「BANDでワケあり」
  - 「彼女がいるのに」
- 後藤沙緒里
  - 「わかんないって?!」
  - 「ソラミアゲ」
- 桜井智
  - 「私らしく」
- 堀江由衣
  - 「Destiny」
- 林田健司
  - 「Sherry」
  - 「愛情がcry」
- V6
  - 「Feelin' Alone」
  - 「I CAN」
- 20th Century
  - 「Traveler」
- Coming Century
  - 「夏のかけら」
- 光GENJI
  - 「風の歌声に耳をすませて」
- 和田弘樹
  - 「過ぎた恋のあと」
  - 「MISSING TIME」
  - 「眠れない」
  - 「LOVE IN NEED」
  - 「GIWAKU」
  - 「あふれる夕陽のせいじゃない」
  - 「手を振る」
  - 「Orange」
  - 「ひどく遠い昔」
- バビロン大王
  - 「るすでん」
  - 「AITAI」
  - 「いくね」
  - 「むっしゅばらばらーしゅぴぴぴぴ〜」
  - 「デブだってGO!GO!」
- バックストリート・ボーイズ
  - 「Shape of My Heart」（訳詞）
- HotchPotch
  - 「こんにちワンからワンツースリー」
- PuZZ:
  - 「Journey」
- スーパー・ドゥーパーズ
  - 「25時間」
  - 「レインボー・マジック」
- Betty Blue
  - 「STORMY NIGHT」
- LeChat
  - 「アイリス」
  - 「朔」
- 南登かなる
  - 「Necessary」
  - 「キョンシー体操」
- 忍たま乱太郎
  - 「 忍たまGO!GO!らくだいSONG 」